# Mutual UFO Network

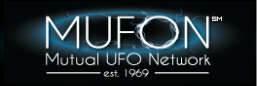

 A Mutual UFO Network, ou MUFON, é uma das maiores e mais antigas organizações investigativas dos Estados Unidos, sobre a questão dos UFOs ou objetos voadores não identificados.
A MUFON foi estabelecida como a rede de Ufologia na cidade de Midwest no condado de Quincy, Illinois, em 30 de maio de 1969, por Walter H. Andrus, Allen Utke, John Schuessler, e por outros investigadores científicos. A maioria dos membros da MUFON tinha sido associada mais cedo à APRO.
A organização tem agora mais de 3.000 membros em todo o mundo, com a maioria de seus membros de base da sociedade situada nos Estados Unidos. MUFON opera uma rede global de diretores regionais para investigações de campo de aparições e relatos de UFOs ou objetos voadores não identificados, é feito um simposium internacional anual e publica O Jornal Mensal MUFON.
A alegada missão da MUFON é estudar cientificamente o fenômeno dos OVNIs (objetos voadores não identificados) para o benefício da humanidade com investigação, pesquisa e instrução.
Junto com CUFOS (Center for UFO Studies ou Centro para o Estudo dos UFOs) e o FUFOR(the Fund for UFO Research, ou, o Fundo para Pesquisa de UFOs), MUFON é a parte que faz as pesquisa de UFOs, um esforço colaborativo pelas três principais organizações investigativas de UFOs nos Estados Unidos cujo objetivo é compartilhar do pessoal e dos recursos de pesquisa, e para financiar e promover o estudo científico do fenômeno UFO. A MUFON é sediada atualmente em Bellvue, Colorado sob o sentido do Carrion James.